# Höfði
Höfði er et hus på Félagstúni i Reykjavík, hovedstaden i Island. Huset blev bygget i 1909, for den franske konsul i Island, Jean-Paul Brillouin og er tegnet af den norske arkitekt Olav Olson.
Huset er mest kendt for topmødet oktober 1986 mellem Ronald Reagan og Mikhail Gorbatjov. som blev et skridt mod afslutningen på den kolde krig. Inde i huset er USA's og Sovjetunionens flag hængt op i et kryds til minde om mødet.
Reykjavik by købte huset i 1958 og restaurerede det til dets tidligere pragt. Fra da er huset blevet anvendt til officielle modtagelser og festlige begivenheder.
Den 25. september 2009 på 100-årsdagen blev huset skadet i en brand. Alle værdifulde kulturminder blev dog reddet.

## Historisk radioforbindelse
Huset blev først bygget senere i 1909, men stedet blev allerede brugt til den første radioforbindelse mellem Island og omverdenen 26. juni 1905. Forbindelsen blev opnået med kystradiostationen Poldhu i Cornwall i Storbritannien, hvorfra der blev sendt et signal der blev modtaget her.
Den engelske tekst på mindepladen lyder:

The Beginning of Free Telecommunications in Iceland
On June the 26th 1905 Iceland was first connected to the outside world by means of telecommunications.
The first wireless message was received here from Poldhu in Cornwall, England. The telecommunications equipment was provided by the Marconi Wireless Telegraph Co, at the suggestion of enterpreneur and poet Einar Benediktsson. Messages were received here until October 1906, when the operation was terminated due to a government granted monopoly on telecommunications in Iceland.
This memorial plaque was donated by Og Vodafone"

## Galleri
| - Huset i solskin - Huset med omgivelser - Reagan og Gorbatjov i samtale foran huset - Reagan og Gorbatjov ved afskeden |